# Djebel Irhoud
Djebel Irhoud ou Adrar N'Ighoud (en berbère : ⴰⴷⵔⴰⵔ ⵏ ⵉⵖⵓⴷ (Adrar n Ighud)), en arabe : جبل إيغود (žbəl iġud)) , est un site préhistorique du Maroc, situé à 55 km environ au sud-est de Safi, dans la région administrative de Marrakech-Safi. Le site était exploité par une mine de barytine qui a éventré la colline et mis au jour une ancienne grotte, entièrement comblée au fil du temps par des dépôts sédimentaires.
Depuis 1960, le site a livré des ossements fossiles d’Homo sapiens, dont la datation est restée longtemps imprécise en raison de la destruction de la stratigraphie par l'activité minière, et du manque de méthodes de datation fiables dans ce contexte jusqu'à une époque récente. En 2017, grâce à la découverte de nouveaux fossiles, l'équipe des paléoanthropologues français Jean-Jacques Hublin et marocain Abdelouahed Ben-Ncer a publié une nouvelle datation d'environ 300 000 ans avant le présent, qui repousse de plus de 100 000 ans l'ancienneté précédemment attribuée à l'espèce Homo sapiens.

## Historique

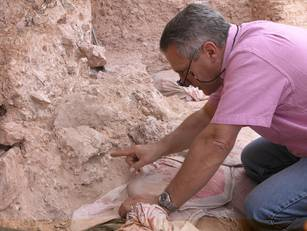
Jean-Jacques Hublin sur le site de Djebel Irhoud (Maroc), pointant son index vers Irhoud 10, éléments de crâne humain découverts in situ.

En 1960, un ouvrier de la mine découvrit sur le site un crâne humain assez complet, noté Irhoud 1. Il le remit au médecin-chef de la compagnie minière, lequel le transmit à son tour à un anthropologue de l'université de Rabat. Le paléoanthropologue français Émile Ennouchi intervint sur le site en 1961, et découvrit peu après un deuxième crâne moins complet, noté Irhoud 2. Émile Ennouchi entreprit alors des travaux d'excavation importants pour mettre au jour les couches archéologiques à exploiter, profondément enfouies. En 1968, son équipe découvrit Irhoud 3, une mandibule fragmentaire appartenant à un enfant de 12 à 18 mois, puis en 1969 Irhoud 4, un humérus juvénile, trouvé pour la première fois dans un contexte stratigraphique précis.
Émile Ennouchi publia en 1966 une datation par le carbone 14 d'au moins 30 000 ans, ce qui correspondait à la limite permise par cette méthode, seule disponible à l'époque. En raison de l'outillage de type moustérien trouvé avec les restes humains et de certains caractères anatomiques, à l'époque mal compris, les fossiles ont d'abord été attribués à l'espèce Homo neanderthalensis.
La première époque de fouilles a livré en tout 6 fossiles, Irhoud 1 à 6, correspondant à quatre individus, deux adultes et deux enfants. Pendant de nombreuses années, aucun autre fossile n'a été trouvé sur le site. Une mission américaine lancée en 1989 n'a fait aucune découverte supplémentaire.
En 2007, une nouvelle datation directe uranium-thorium fut proposée par une équipe conduite par Tanya Smith (en), basée sur l'analyse d'Irhoud 3, qui aboutit à un âge d'environ 160 000 ans, équivalent à celui de l'Homme de Herto, trouvé en Éthiopie en 1997 et publié en 2003.
Jean-Jacques Hublin, devenu en 2004 directeur du département d'évolution humaine de l'Institut Max-Planck d'anthropologie évolutionniste, à Leipzig en Allemagne, et Abdelouahed Ben-Ncer, de l'Institut national des sciences de l'archéologie et du patrimoine (INSAP) au Maroc, lancèrent une nouvelle campagne de fouilles en 2004. Ils purent explorer une zone de dépôts sédimentaires encore non dégradée par l'activité minière, où ils découvrirent, de 2007 à 2016, 16 ossements fossiles supplémentaires, Irhoud 7 à 22, représentant au moins cinq individus, trois adultes, un adolescent et un enfant. Parmi cet ensemble de nouveaux fossiles, il convient de mentionner Irhoud 10, rassemblant des éléments de crâne, et Irhoud 11, une mandibule adulte quasi-complète. Les découvertes et analyses de l'équipe ont été publiées dans la revue britannique Nature en juin 2017.

## Paléo-environnement
Sous climat relativement sec, l'environnement de Djebel Irhoud était relativement ouvert, couvert d'arbustes de manière assez disséminée, comprenant une faune d'équidés, bovidés, gazelles, rhinocéros et divers prédateurs.

## Industrie lithique

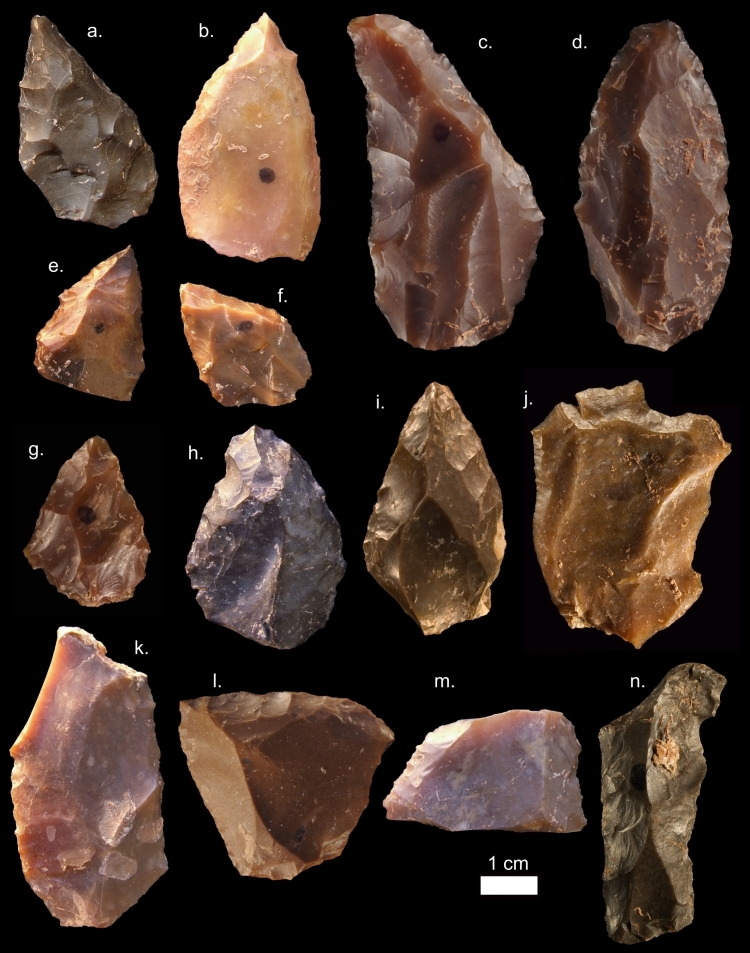
Outils lithiques trouvés à Djebel Irhoud.

Les outils de pierre trouvés sur le site sont de type moustérien, une culture lithique qui a longtemps été associée aux seuls Néandertaliens en Eurasie. Le Moustérien était en fait partagé par les différents groupes humains vivant en Afrique du Nord, au Moyen-Orient, et en Europe, à partir d'environ 350 000 ans avant le présent. En concurrence avec le Moustérien, d'autres industries du Paléolithique moyen sont trouvées aussi dans ces régions, comme l'Atérien en Afrique du Nord, le Yabroudien au Moyen-Orient, ou le Micoquien en Europe centrale.

## Morphologie
Les nouveaux fragments de la face trouvés depuis 2007 (la mandibule Irhoud 11, des maxillaire et malaire gauches, des fragments de l'orbite et du torus sus-orbitaire) ont été projetés par imagerie virtuelle sur le crâne Irhoud 1, auquel ils correspondaient sur le plan morphologique, ce qui a permis d'attribuer le crâne Irhoud 1 à la même population. Irhoud 1 et Irhoud 11 ont apporté la principale contribution fossile à la reconstitution d'un crâne virtuel complet incluant la face et le neurocrâne.
Une analyse de la face en morphométrie 3D montre qu'elle se situe à l'intérieur de la variabilité de l'Homme moderne, malgré un bourrelet sus-orbitaire plus développé. En revanche, le neurocrâne d'Irhoud 1, qui sert de référence, a une forme plus archaïque, qui ne correspond pas à la forme globulaire d'un crâne d'Homme moderne, tout en restant différente des formes néandertalienne, d’Homo heidelbergensis, et d’Homo rhodesiensis.
La morphologie de la face ressemble à celle de l'Homme de Florisbad, un spécimen trouvé en 1932 en Afrique du Sud, daté en 1996 d'environ 260 000 ans, et considéré aujourd'hui comme une forme archaïque d’Homo sapiens.

## Datation
Deux méthodes de datation indépendantes ont été mises en œuvre qui convergent vers une datation moyenne d'environ 300 000 ans avant le présent.
La méthode de datation par thermoluminescence a été appliquée à des vestiges lithiques trouvés dans les couches 6 et 7. Cette méthode exploite le fait que la charge radioactive contenue dans une roche est entièrement purgée par une forte source de chaleur, telle qu'un foyer. La roche enfouie réabsorbe ensuite lentement au fil du temps des ions ambiants. En chauffant à nouveau la roche pour libérer et pouvoir ainsi mesurer la charge radioactive accumulée, il est possible d'en déduire le temps écoulé depuis le dernier contact de la roche avec le feu.
Dans la couche 7, une gazelle découpée et travaillée pour récupérer la moelle des os était localisée près des vestiges d'un foyer. Des outils en silex utilisés pour décharner ou briser les os ont été échauffés par le foyer installé ensuite par-dessus.
Les mesures de thermoluminescence ont livré les datations moyennes suivantes :
- couche 7 : 315 000 ans ± 34 000 ans ;
- couche 6 : 302 000 ans ± 32 000 ans.

L'émail d'une dent de la mandibule Irhoud 3 a été daté de 286 000 ans par la méthode de résonance de spin électronique.

## Analyse
Les plus anciens restes reconnus d’Homo sapiens étaient jusque-là l'Homme de Kibish, avec deux crânes mis au jour en 1967 en Éthiopie et datés en 2005 de 195 000 ans, et l'Homme de Herto, découvert en 1997 en Éthiopie et daté en 2003 de 157 000 ans. L'Homme de Djebel Irhoud repousse donc de plus de 100 000 ans l'ancienneté attribuée auparavant à l'espèce Homo sapiens.
Pour Jean-Jacques Hublin, les fossiles de Djebel Irhoud montrent qu'il existe un stade « Homo sapiens archaïque », déjà moderne au niveau de la face mais encore archaïque au niveau de l'encéphale. Jean-Jacques Hublin met en avant depuis cette découverte la théorie d'une émergence panafricaine de l'Homme moderne, qui ne serait pas limitée à un groupe humain précis ni localisée dans une région particulière d'Afrique, mais qui serait issue d'un chemin évolutif ayant associé depuis au moins 300 000 ans l'ensemble des populations du continent africain. Cette vision est celle d'une origine multirégionale de l'homme moderne limitée au continent africain.
Des sites préhistoriques ayant livré une industrie lithique moustérienne ou du Middle Stone Age (équivalent du Paléolithique moyen en Afrique australe et orientale), datés entre 400 000 et 200 000 ans avant le présent, sont trouvés dans de nombreuses régions d'Afrique, mais le plus souvent sans fossiles humains associés. Ils pourraient être liés à l'émergence d’Homo sapiens en Afrique.

## Débat
Une étude des chercheurs Aurélien Mounier et Marta Mirazón Lahr (en), publiée en 2019 dans la revue Nature, envisage que les spécimens de Djebel Irhoud fassent partie d'une population d’Homo sapiens présente dans le Nord de l'Afrique et qui aurait pu contribuer par hybridation à la morphologie des Néandertaliens en Europe : « Compte tenu des affinités phénotypiques d'Irhoud 1 avec les Néandertaliens et les premiers Homo sapiens, il est possible que les fossiles d'Irhoud représentent des descendants locaux d'une population africaine qui s'est dispersée hors de l'Afrique lors d'un épisode du Sahara vert associé au stade isotopique 9, et soient donc apparentés aux populations africaines qui se sont mêlées à la lignée européenne de l’époque, contribuant ainsi à l’évolution des Néandertaliens classiques »,.

## Divergences
La paléoanthropologue espagnole María Martinón Torres (es), de l'université de Londres, ne reconnait pas l'attribution de ces fragments à Homo sapiens, soulignant l'absence d'un véritable menton et du contour frontal qui caractérise le taxon.
La paléoanthropologue argentine Marta Mirazón Lahr (en), de l'université de Cambridge, s'interroge sur une définition du taxon sapiens qui ne prend pas en compte l'encéphale représenté par la forme de la voute crânienne : « Est-ce le crâne globulaire, avec ses implications pour la réorganisation du cerveau, qui fait d'un fossile un Homo sapiens ? Si oui, la population d'Irhoud représente nos cousins proches plutôt que des membres de notre espèce ».
Le paléoanthropologue américain Jeffrey H. Schwartz (en), de l'université de Pittsburgh en Pennsylvanie, n'est pas convaincu par l'attribution au taxon sapiens : « Trop de fossiles d'apparence différente ont été regroupés sous l'espèce, ce qui complique les efforts pour interpréter de nouveaux fossiles et pour proposer des scénarios sur comment, quand et où notre espèce a émergé ».

## Dans les médias
Un documentaire d'Olivier Julien (Bellota Films), diffusé sur Arte en 2020, et intitulé Homo sapiens, les nouvelles origines, retrace les différentes étapes de cette découverte.
Ce documentaire a été rediffusé le 4 novembre 2023, toujours sur Arte. Bien reçu par la critique, il est présenté comme « le récit palpitant d'une aventure de longue haleine ». Dans le même article, le problème scientifique essentiel que pose cette découverte et son interprétation est résumé ainsi :

« [...] Des fouilles entreprises dans une mine au Maroc [à plusieurs époques, dont en 2005 par les paléoanthropologues Jean-Jacques Hublin et Abdelouahed Ncer] ont livré un trésor vertigineux : les restes de cinq individus dont l'origine remonte à près de 300 000 ans AP, [soit plus de 100 000 ans avant les plus anciennes datations d’Homo sapiens jusqu'ici]. Ces vestiges ont été découverts à plus de 6 000 km de la région censée abriter le berceau d’Homo sapiens. ».

Ce qui renouvellerait l'argumentaire à l'appui de l'hypothèse d'une émergence progressive avec variations, et multirégionale dans l'ensemble de l'Afrique, de notre espèce Homo sapiens envisagée de façon plus diversifiée que le consensus scientifique ne l'a fait jusqu'ici. Comme le dit un des chercheurs interviewé dans le documentaire : « Si cette hypothèse et cette vision se confirment, il faudra réécrire tous nos manuels d'histoire et traités d'anthropologie !… ».